# Nydia Pereyra-Lizaso
Nydia Pereyra-Lizaso (Rocha, 12 de maig de 1916 - 2 de novembre de 1998) fou una compositora, pianista, i educadora musical uruguaiana.

## Biografia
Nydia va estudiar música amb Dolores Bell i Carmen Barrera al Conservatori Teresià de Rocha, i a Montevideo va estudiar piano amb Wilhelm Kolischer, contrapunt i fuga amb Tomás Mujica i composició amb Enrique Casal-Chapí. Després de completar els seus estudis va treballar com a compositora i professora de música al Kolischer Conservatory i a l'Institut d'Educació Musical.
Les obres de Pereyra-Lizaso han estat representades internacionalment. Les seves Quatre miniatures per violí i viola van guanyar el premi de música de cambra a GEDOK a Mannheim el 1966. També va ser guanyadora del premi de música per espectacles de la Casa de Teatro els anys 1959, 1964, 1966, 1967 i 1968 per música incidental en obres representades per la Comedia Nacional de Montevideo. Ha publicat diverses obres pedagògiques escrites per a nens. Pereyra-Lizaso va morir el novembre de 1998 amb 82 anys.

## Docència
Pereyra-Lizaso va ocupar les càtedres de Solfeig al Conservatori Musical Kolischer i d'Harmonia i Contrapunt al Conservatori Piola. També va formar part del claustre del Instituto de Enseñanza Musical de l'Uruguai. La seva tasca pedagògica es vegué completada per la publicació de diversos llibres didàctics per l'ensenyament del piano, així com la publicació de tractats teòrics sobre solfeig, harmonia i contrapunt.

## Obra
Dins la seva obra, els dos gèneres que li han aportat més èxit són la música incidental per obres de teatre i la música de cambra.

### Música per teatre
Nydia Pereyra va compondre la música d'acompanyament per nou obres representades a la Comedia Nacional, entre les quals una per infants, i va rebre sempre les millors crítiques i elogis del públic. Les més destacables són: 
- Nit de Reis i El mercader de Venècia, de W. Shakespeare
- L'escola de l'escàndol de Richard Sheridan
- L'ànec silvestre d'Henrik Ibsen
- La dona silenciosa de Ben Jonson
- El burlador de Sevilla de Tirso de Molina

### Música de cambra
Les seves primeres obres són de música vocal, entre les quals destaquen les Tres canciones sobre un text d'Esther de Cáceres per quartet vocal a cappella (1956). També destaquen les Seis canciones sobre textos de Rainer Maria Rilke, estrenades per la mezzosoprano Carlota Bernhard el 1959.
Una selecció de les seves obres inclou:

#### Música coral
- Tres cançons (text E. de Cáceres), per quartet vocal, 1956

#### Veu i piano
- Sis cançons (text R. M. Rilke) per mezzo-soprano i piano, 1959
- Dues cançons sobre Carlos Gómez Martínez, 1956
- Cançó sobre Juan Ramón Jiménez, 1954
- Tres cançons (text E. de Cáceres) per soprano i piano, 1967

#### Conjunt instrumental
- Duo per clarinet i piano, 1958: dividit en dos moviments, consta d'un Adagio inicial que recorda a un recitatiu i un Allegro enèrgic en forma de rondó.
- Allegro i Andante per clarinet baix i piano, 1965
- Quatre miniatures per violí, viola i clarinet, 1966: aquesta obra és considerada la més important del seu repertori de cambra. Va ser premiada a Europa.
- Divertimento per cordes
- Quartet per cordes

### Altres tipus de música
Dins el seu repertori hi trobem també músiques en altres formats:

#### Música simfònica
- Cantata de Nadal
- Simfonia

#### Piano
- Sonata per piano no.1, 1955
- Sonata no. 2, 1958
- Sonatina en Sol, 1963: obra en tres moviments, amb reminiscències melòdico-rítmiques del s. XIII francès, i amb influències d'Hindemith.
- Sonatina, 1967
- Tres peces per nens, 1967
- Dues miniatures, 1968

#### Obres didàctiques
- Jugant amb el piano: quaderns per infants